# Mrs. Lee Mida
Mrs. Lee W. Mida var en amerikansk golfspelare på 1920- och 1930-talen.
Mida vann Womens Western Open 1923 och kom till semifinalen 1924. De åren räknades inte in i damernas majortävlingar så hennes seger i tävlingen 1930, då hon besegrade June Beebe i matchspel, innebar att hon blev den första kvinna som vann en major.
Mida deltog 1930 i det amerikanska lag som reste till Europa för matchspel mot England och Frankrike. Dessa tävlingar var inledningen till det som 1932 skulle bli Curtis Cup.
| Majorsegrare genom tiderna                                                                                    |      |               |            |               |
| 100 olika spelare har vunnit i damernas majortävlingar. Mrs. Lee Mida var den 1:a spelaren som vann en major. |      |               |            |               |
| 1:a | -    | 1:a           | 2:a        | 100:e         |
| Mrs. Lee Mida                                                                                                 | [[]] | Mrs. Lee Mida | June Beebe | Paula Creamer |
| Lista över golfens majorsegrare                                                                               |      |               |            |               |